# 이설아 (1986년생 배우)
이설아(1986년 12월 19일 ~ )는 대한민국의 배우이다.

## 출연 작품

### 드라마
- 2002년 MBC 베스트극장 《그녀는 행복했을까》 ... 은자의 딸 역
- 2003년 MBC 월화드라마 《러브레터》 ... 혜정 역
- 2003년 KBS1 TV소설 《찔레꽃》 ... 민지숙 역
- 2006년 KBS1 일일연속극 《열아홉 순정》
- 2007년 MBC 아침드라마 《내 곁에 있어》 ... 소슬비 / 이금순 역
- 2008년 KBS1 일일연속극 《너는 내 운명》 ... 강유리 역 [야망녀]
- 2008년 채널CGV 오리지널 드라마 《리틀맘 스캔들 2》 ... 정하나 역
- 2010년 MBC 수목드라마 《즐거운 나의 집》 ... 성은재 역
- 2011년 MBC 월화드라마 《짝패》 ... 금옥 역

### 영화
- 2007년 《최강 로맨스》 ... 화인걸스 1 역
- 2007년 《도화지》 ... 수아 역
- 2009년 《국가대표》 ... 혜라 역

### 방송
- 2000년 EBS 《딩동댕 유치원》

### 뮤직비디오
- 2006년 빅뱅 - Ma Girl